# Zatvor Crni delfin
Crni delfin je zatvor u dubokoj unutrašnjosti Rusije, u Solj-Iljecku u Orenburškoj oblasti, blizu granice sa Kazahstanom. Okružuje ga šumovito područje veće od površine Nemačke, a u njemu je zatvoreno 260 ljudi: ubice, silovatelji, pedofili i kanibali.

## Karakteristike
Zatvor je nezvanično ime dobio po statui crnog delfina koja je postavljena ispred ulaza i koju su napravili zatvorenici. 
Zbog toga što u njemu zatvorenici služe doživotne kazne zatvora, bez mogućnosti pomilovanja, a reč je o ljudima koji su na najgore moguće načine ubijali, osuđenici su pod stalnom prismotrom i žive u malim kavezima koji sa tri strane imaju rešetke, a sa četvrte zid. Po dvojica zatvorenika dele ćeliju od četiri kvadratna metra, a čuvari ih obilaze svakih 15 minuta.
Jedna od tehnika karakterističnih baš za ovaj zatvor je izvođenje zatvorenika iz ćelija, gde zatvorenici moraju da hodaju savijeni u struku. Ako ih izvode napolje, čuvari im stavljaju povez na oči, sa namerom da se zatvorenici zbune kako ne bi otkrili plan zgrade i tako eventualno pokušali bekstvo.
Zatvor nema dvorište i sva vežbanja i šetnje se obavljaju u posebnoj prostoriji. Dok zatvorenici šetaju, čuvari im proveravaju ćelije u potrazi za prokrijumčarenom robom. Hrana koja se služi je prosta supa i hleb.
Neki aktivisti za ljudska prava su ovaj zatvor opisali kao „koncentracioni kamp u Drugom svetskom ratu”.